# کریستا-لودینگ-روتنبورگر
کریستا-لودینگ-روتنبورگر (آلمانی: Christa Luding-Rothenburger؛ زادهٔ ۴ دسامبر ۱۹۵۹) اسکیت‌باز سرعت و دوچرخه‌سوار اهل آلمان است.
وی در مسابقات بین‌المللی در مجموع برندهٔ ۲ مدال طلا، ۲ مدال نقره و ۱ مدال برنز شده‌است.